# Herschel Supply Co.
Herschel Supply Co. – kanadyjski producent plecaków i akcesoriów.
Firma została założona przez Lyndona i Jamiego Cormacka w 2009 roku i ma siedzibę w Vancouver w Kolumbii Brytyjskiej. W 2016 roku firma posiadała 10 000 punktów sprzedaży.
W katalogu produktów firmy znajdują się głównie plecaki, ale też torby marynarskie, walizki, czapki i inne akcesoria. Marka skierowana jest do konsumentów od 18 do 35 lat i opiera się na odwołaniu do poczucia nostalgii – na przykład poprzez paski ze skóry syntetycznej i stare logo, a także poprzez nazwę, która odnosi się do Herschel, Saskatchewan, małej kanadyjskiej wioski.
Pierwszy fizyczny sklep Herschela w Kanadzie został otwarty w Vancouver w 2018 roku.